# Petra Henzi
Petra Henzi (Rombach, 14 de octubre de 1969) es una deportista suiza que compitió en ciclismo de montaña en la disciplina de campo a través.
Ganó cinco medallas en el Campeonato Mundial de Ciclismo de Montaña entre los años 2002 y 2008, y cuatro medallas en el Campeonato Europeo de Ciclismo de Montaña entre los años 2004 y 2007. Además, obtuvo cuatro medallas en el Campeonato Mundial de Ciclismo de Montaña en Maratón entre los años 2005 y 2009.
Participó en los Juegos Olímpicos de Pekín 2008, ocupando el sexto lugar en la prueba de campo a través.

## Medallero internacional
| Campeonato Mundial | Campeonato Mundial         | Campeonato Mundial | Campeonato Mundial         |
| Año                | Lugar                      | Medalla            | Competición                |
| ------------------ | -------------------------- | ------------------ | -------------------------- |
| 2002               | Kaprun (Austria)           | Medalla de bronce  | Campo a través por relevos |
| 2005               | Livigno (Italia)           | Medalla de bronce  | Campo a través             |
| 2006               | Rotorua (Nueva Zelanda)    | Medalla de oro     | Campo a través por relevos |
| 2007               | Fort William (Reino Unido) | Medalla de oro     | Campo a través por relevos |
| 2008               | Val di Sole (Italia)       | Medalla de plata   | Campo a través por relevos |
| Campeonato Europeo |                            |                    |                            |
| Año                | Lugar                      | Medalla            | Competición                |
| 2004               | Wałbrzych (Polonia)        | Medalla de oro     | Campo a través por relevos |
| 2005               | Kluisbergen (Bélgica)      | Medalla de plata   | Campo a través por relevos |
| 2006               | Lamosano (Italia)          | Medalla de oro     | Campo a través por relevos |
| 2007               | Capadocia (Turquía)        | Medalla de oro     | Campo a través por relevos |

| Campeonato Mundial | Campeonato Mundial           | Campeonato Mundial | Campeonato Mundial |
| Año                | Lugar                        | Medalla            | Competición        |
| ------------------ | ---------------------------- | ------------------ | ------------------ |
| 2005               | Lillehammer (Noruega)        | Medalla de bronce  | Campo a través     |
| 2006               | Le Bourg-d'Oisans] (Francia) | Medalla de plata   | Campo a través     |
| 2007               | Verviers (Bélgica)           | Medalla de oro     | Campo a través     |
| 2009               | Graz (Austria)               | Medalla de bronce  | Campo a través     |